# Raymond-Joseph Loenertz
Raymond-Joseph Loenertz (Lussemburgo, 10 giugno 1900 – Parigi, 31 agosto 1976) è stato un bizantinista, storico e religioso lussemburghese.

## Biografia
Entrò nell'Ordine domenicano e dal 1930 lavorò nell'Institutum Historicum Ordinis Praedicatorum.
Il suo lavoro si è concentrato sulla storia dell'Ordine domenicano e sulle relazioni tra l'Impero bizantino e l'Occidente latino. Pubblicò le lettere del teologo bizantino Manuele Caleca (Città del Vaticano 1950) e del teologo e statista Demetrio Cidone (2 vv., Città del Vaticano 1956-1960) e, con Antonio Garzya, opere di Procopio di Gaza.

## Lavori scelti
Un indice per gli anni 1932-70 si trova in  Peter Schreiner (a cura di), Byzantina et Franco–Graeca. Articles parus de 1935 à 1966, Roma, Edizioni di Storia e Letteratura, 1970,  pp. XIX–XXIX.
- (FR) La Société des Frères Perégrinants, Roma, Istituto storico domenicano S. Sabina, 1937.
- (FR) Les Recueils de lettres de Démétrius Cydonès, Città del Vaticano, Biblioteca Apostolica Vaticana, 1947.
- (EN) The Apocalypse of Saint John., traduzione di Hilary J. Carpenter, Londra, Sheed & Ward, 1948.
- (FR) Le Panégyrique de S. Denys l’Aréopagite par S. Michel le Syncelle, in Analecta Bollandiana, n. 68, 1950,  pp. 94-107, DOI:10.1484/J.ABOL.4.01026.
- (FR) Athènes et Néopatras: registres et notices pour servir à l'histoire des duchés catalans (1311-1394), Roma, Istituto Storico Domenicano, 1955.
- (FR) Demetrius Cydones, Correspondance, Città del Vaticano, Biblioteca Apostolica Vaticana, 1956.
- (LA) Antonio Garzya, Procopii Gazaei Epistolae et Declamationes, in Studia Patristica et Byzantina, n. 9, Ettal, Buch-Kunstverlag, 1963.
- (DE) Johannes Maria Hoeck, Nikolaos-Nektarios von Otranto, Abt von Casole. Beiträge zur Geschichte der ost-westlichen Beziehungen unter Innozenz III. und Friedrich II. (Una monografia su Nicola di Otranto), in Studia patristica et Byzantina, n. 11, Ettal, Buch-Kunstverlag, 1965.
- (FR) Peter Schreiner (a cura di), Byzantina et Franco–Graeca. Articles parus de 1935 à 1966, Roma, Edizioni di Storia e Letteratura, 1970.
- (FR) Les Ghisi. Dynastes venitiens dans l’Archipel, 1207–1390, Firenze, L. S. Olschki, 1975.

| Controllo di autorità | VIAF (EN) 37423261 · ISNI (EN) 0000 0000 6300 2661 · SBN MILV112980 · BAV 495/167962 · LCCN (EN) nb2005012802 · GND (DE) 107028352 · BNE (ES) XX1345586 (data) · BNF (FR) cb11575310z (data) · J9U (EN, HE) 987007283079605171 |